# Isoxya mahafalensis
Isoxya mahafalensis är en spindelart som beskrevs av Emerit 1974. Isoxya mahafalensis ingår i släktet Isoxya och familjen hjulspindlar.
Artens utbredningsområde är Madagaskar. Inga underarter finns listade i Catalogue of Life.